# Лопес де Аяла, Аделардо
Адела́рдо Ло́пес де Ая́ла (исп. Adelardo López de Ayala; 1828—1879) — испанский поэт и государственный деятель.
Родился 1 мая 1828 года, в Гуадальканале, в провинции Бадахос; получил юридическое образование в Севилье, но впоследствии посвятил себя литературным занятиям.
Из его поэтических произведений наиболее известны: «El nombre de estado», «Culpa y perdón», «Los dos Guzmanes», «El tejado de vidrio», «El tanto por ciento», «Los comuneros» и драма «Consuelo».
Аяла принимал участие и в политической жизни Испании; сначала был приверженцем Нарваэса, потом основал вместе с Кановасом и Ульоа партию Либеральный Союз (Unión Liberal). В революции 1868 года он принял деятельное участие, но, когда она получила радикальный характер, он вместе с Кановасом содействовал реставрации монархии и при короле Альфонсе XII получил портфель министра колоний. Позднее он был выбран президентом палаты депутатов. Умер 30 декабря 1879 года.